# Люкс-автомобіль

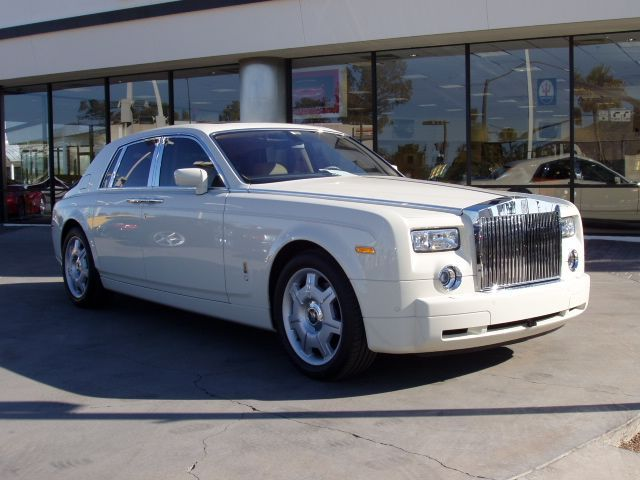
Rolls-Royce Phantom

Люкс-автомобіль (клас F, англ. Luxury car) — маркетинговий термін для класу автомобілів, що мають ознаки розкоші. Клас охоплює передусім великі, комфортабельні, потужні і як наслідок дорогі автомобілі. Зазвичай їх ціна починається приблизно з $80,000, верхньої межі не існує — ціна може складати й $200,000 за Maserati Quattroporte, й $500,000 за Rolls-Royce Phantom.

## Моделі

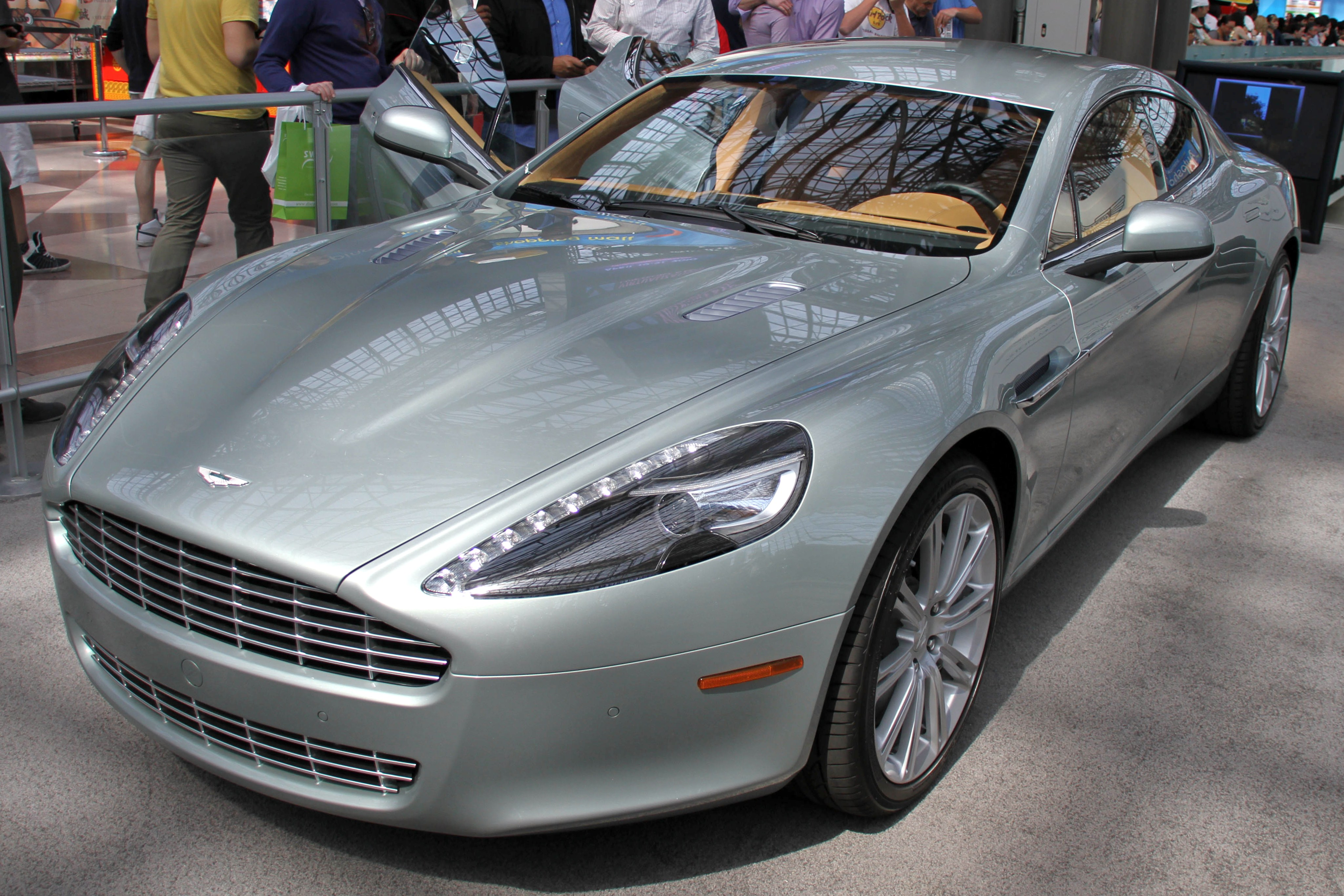
Aston Martin Rapide
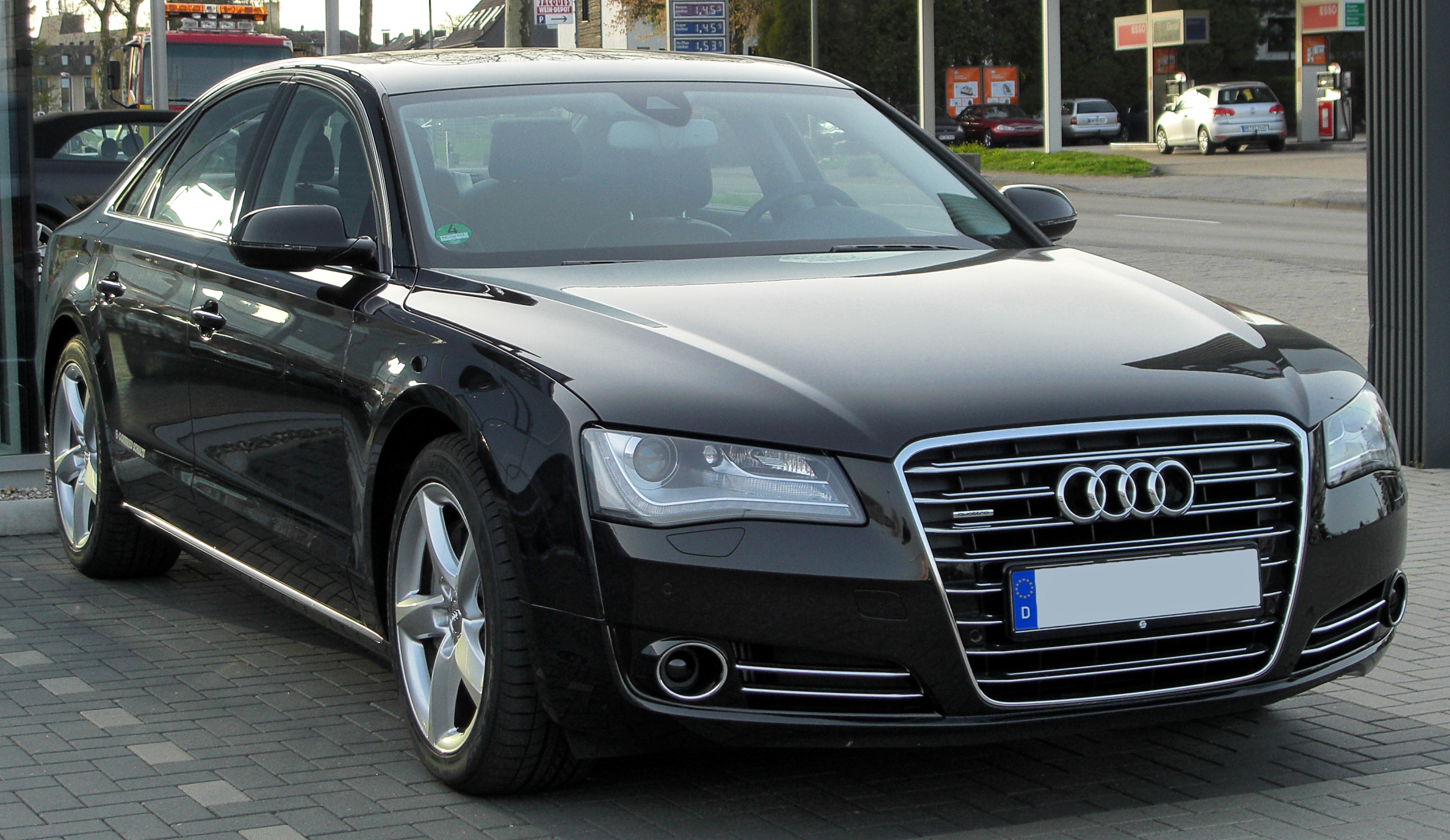
Audi A8
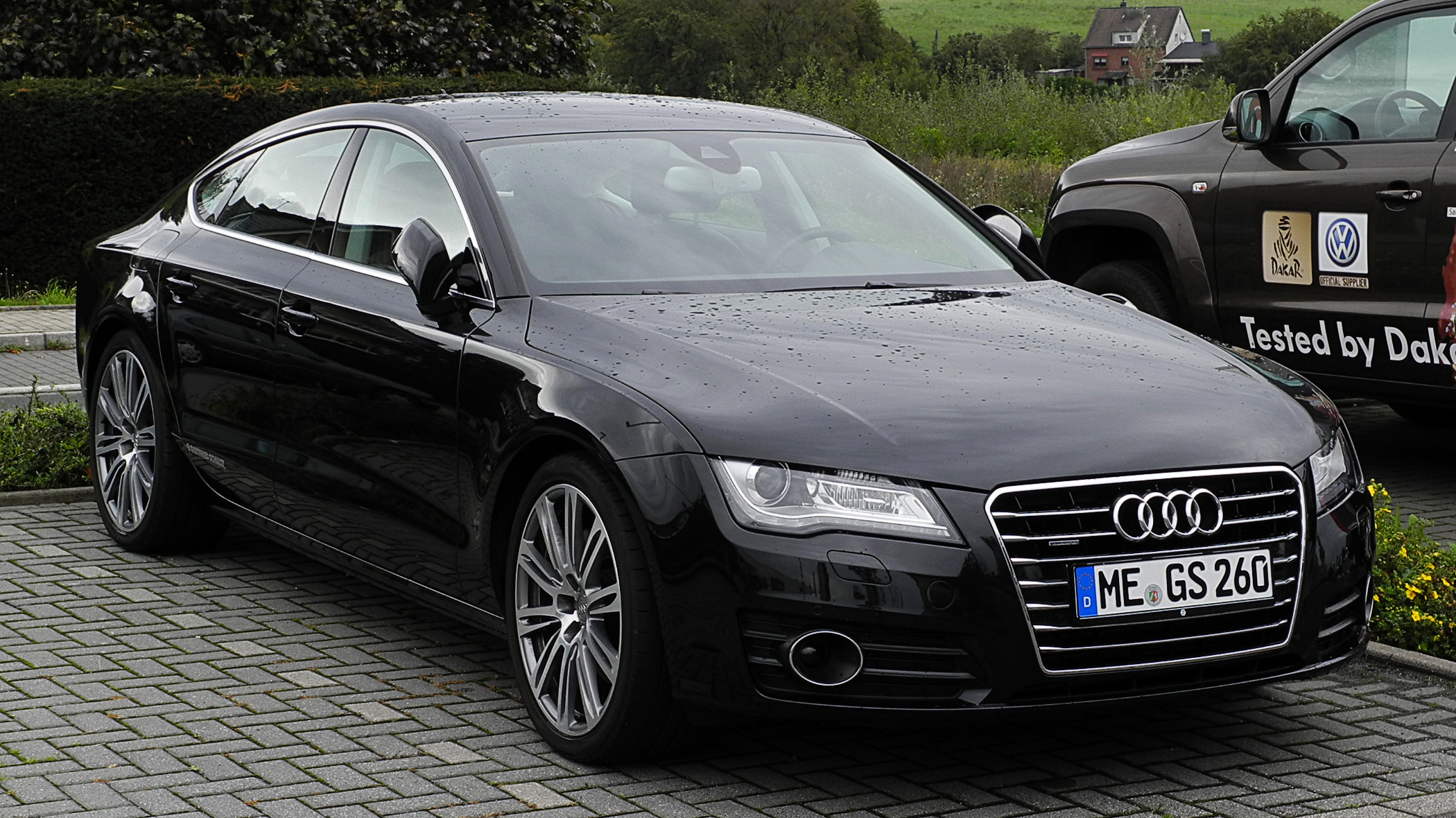
Audi A7
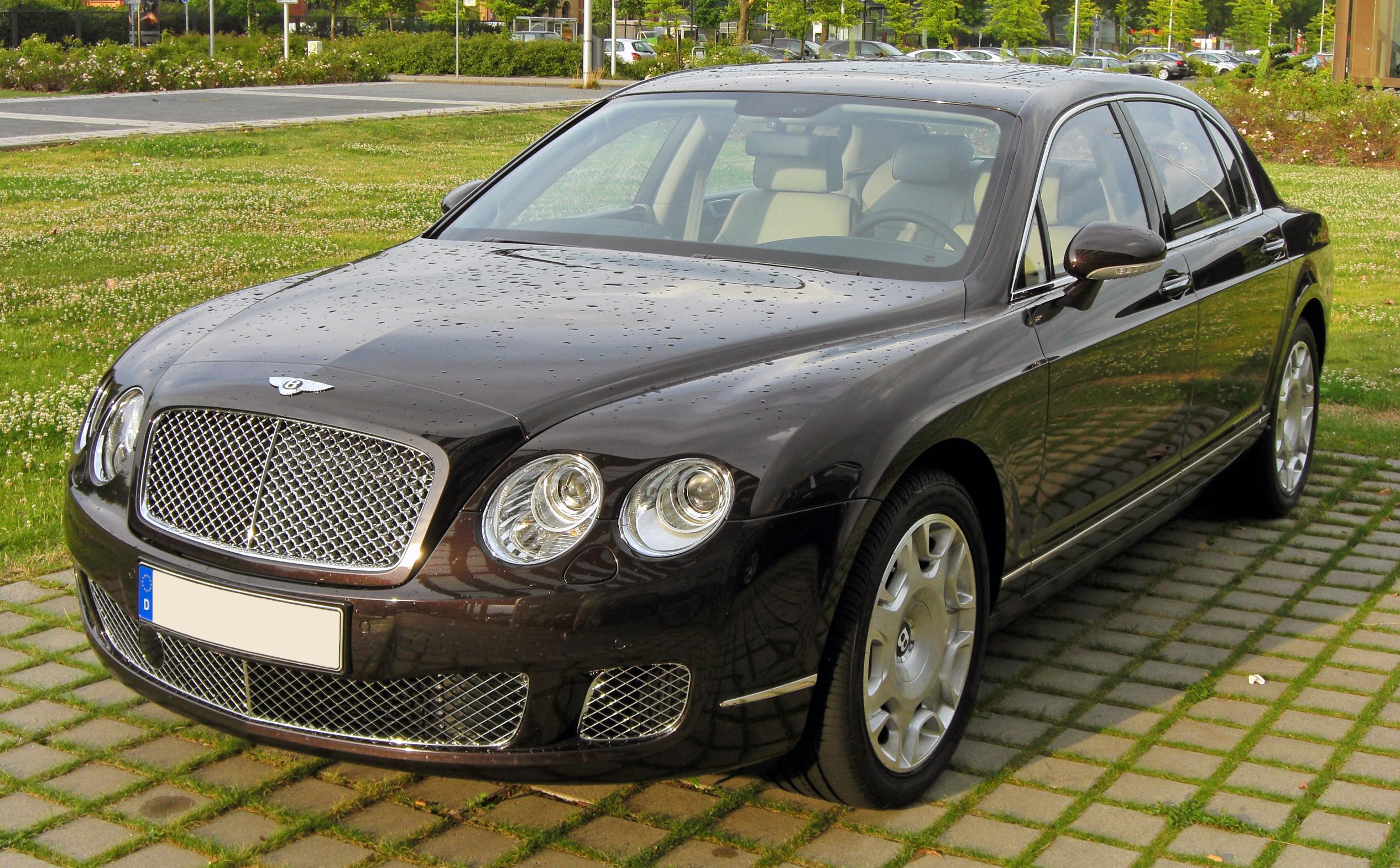
Bentley Continental Flying Spur
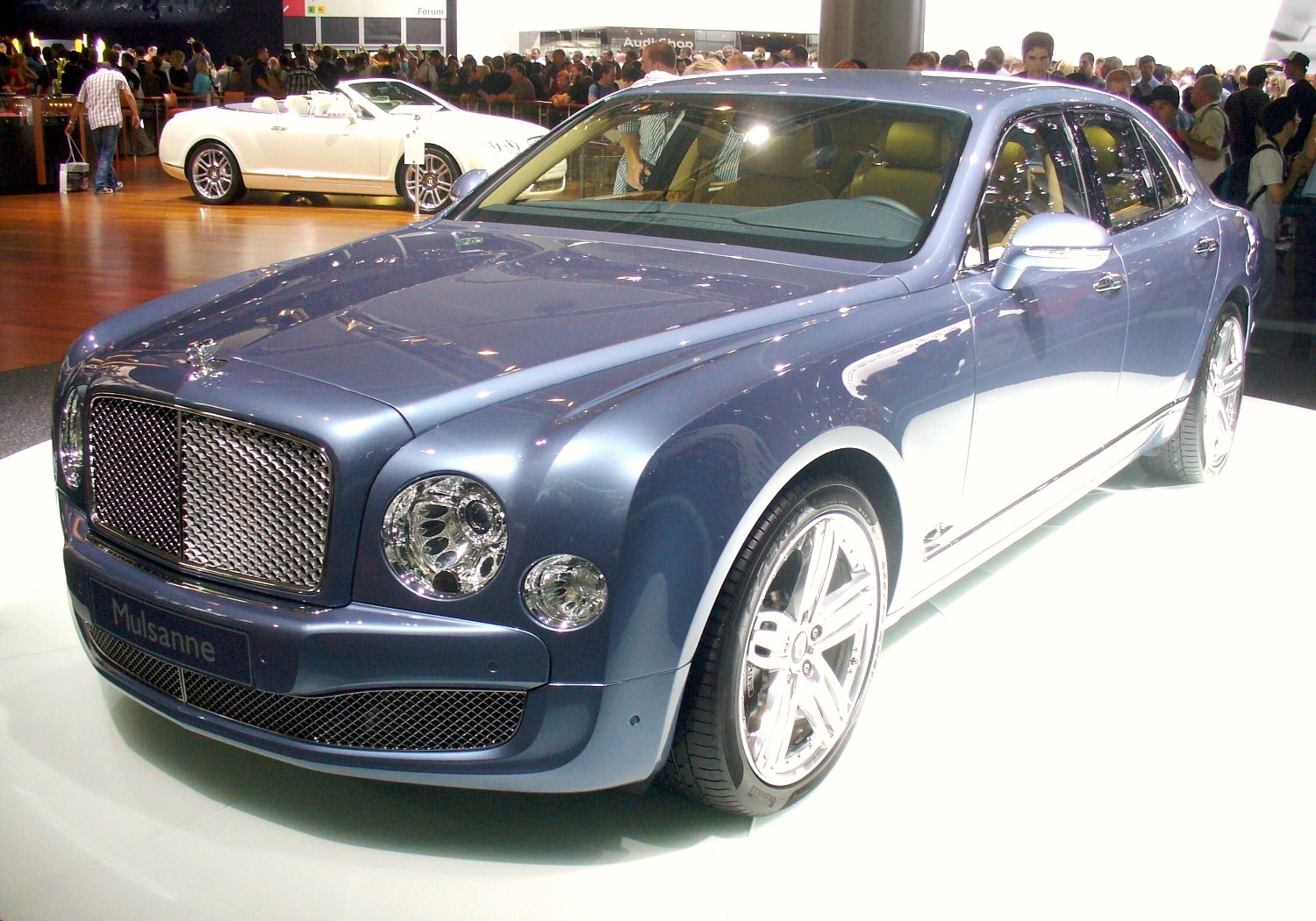
Bentley Mulsanne
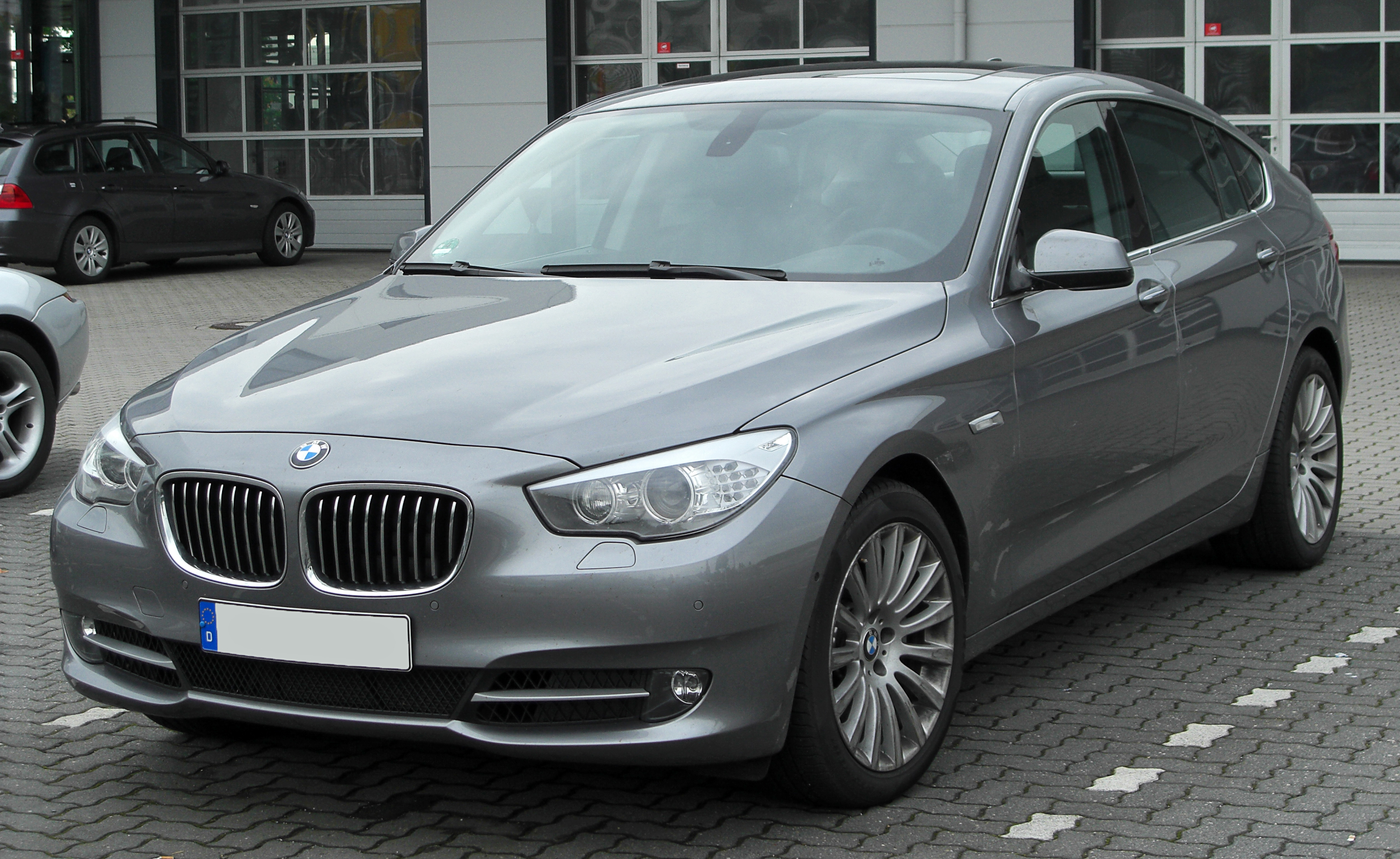
BMW 5 GT
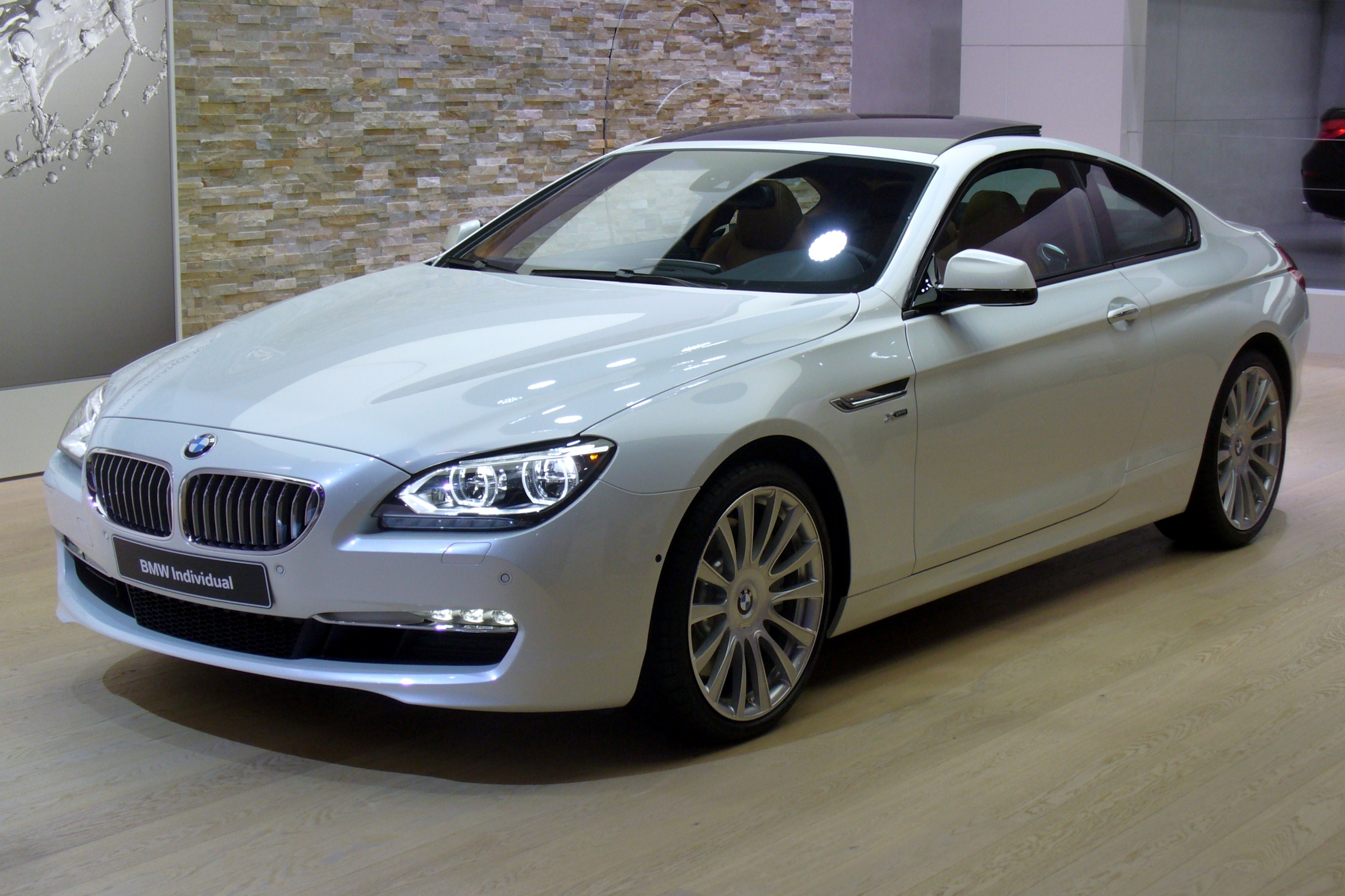
BMW 6 Серії
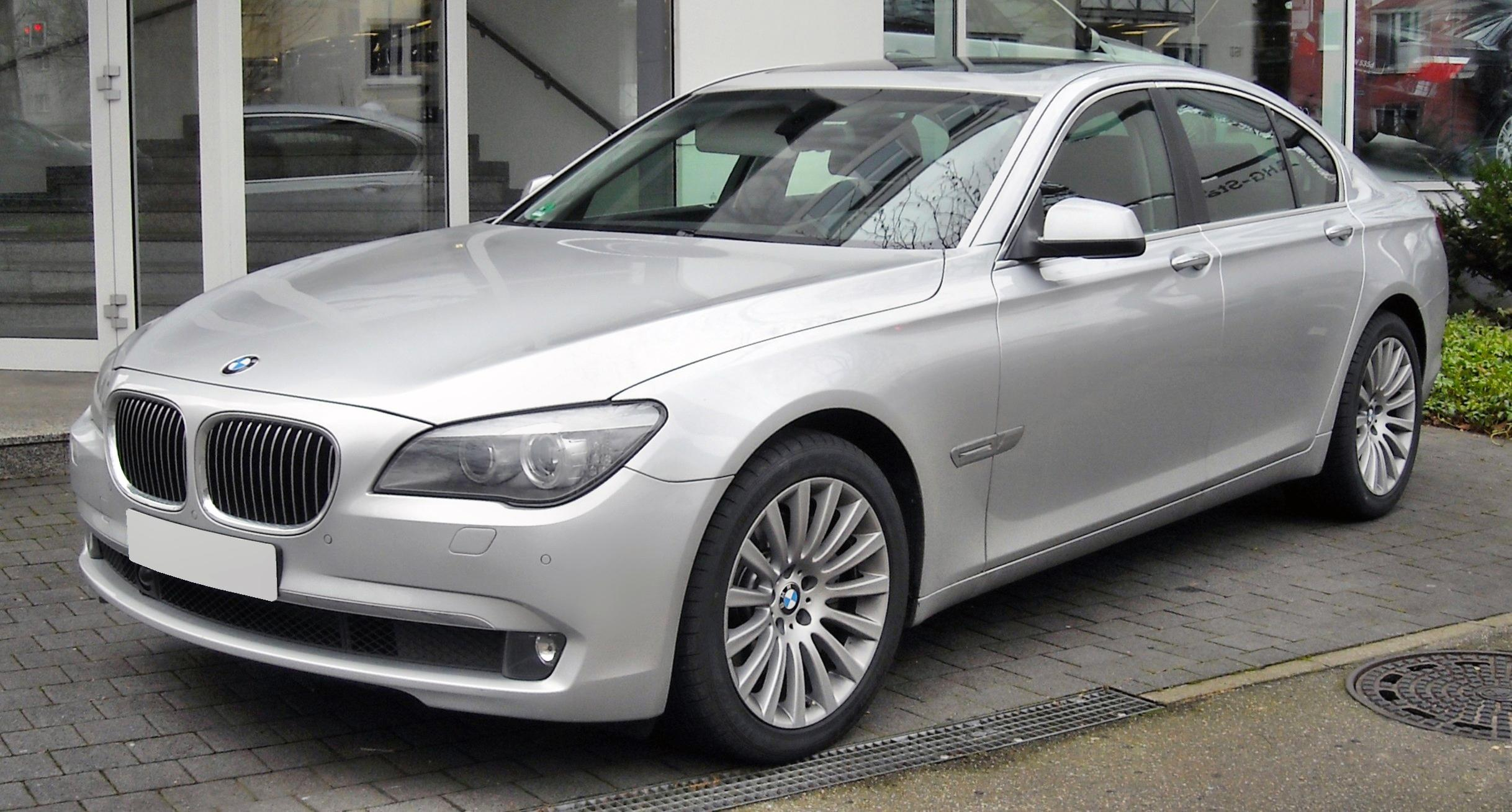
BMW 7 Серії
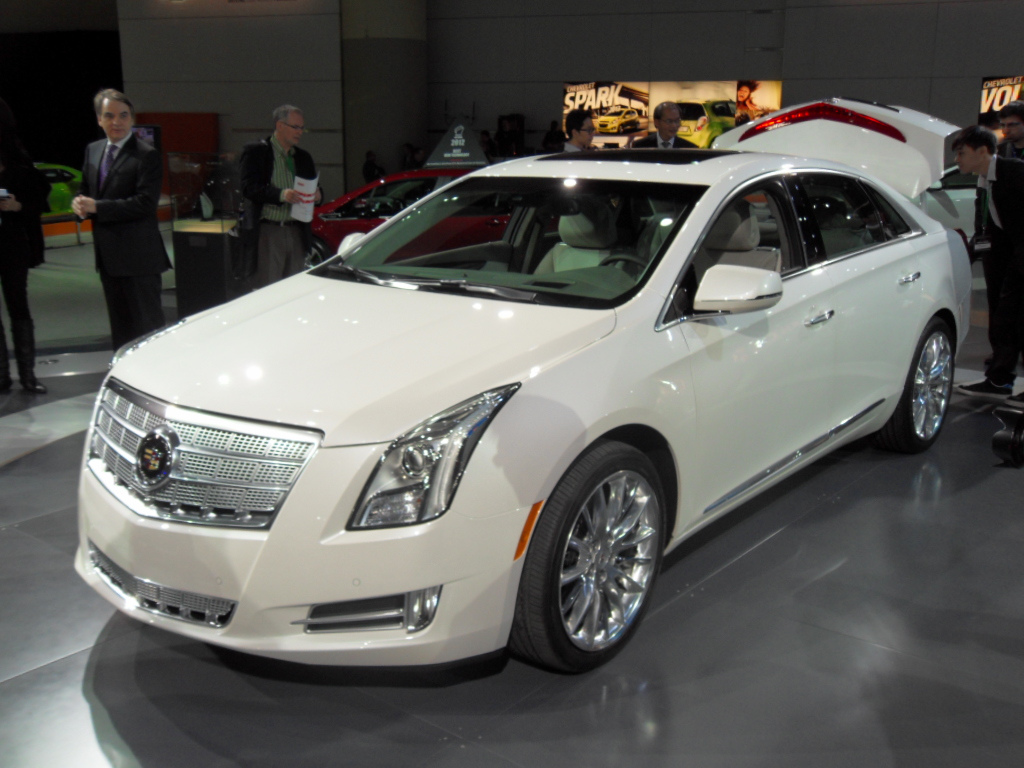
Cadillac XTS
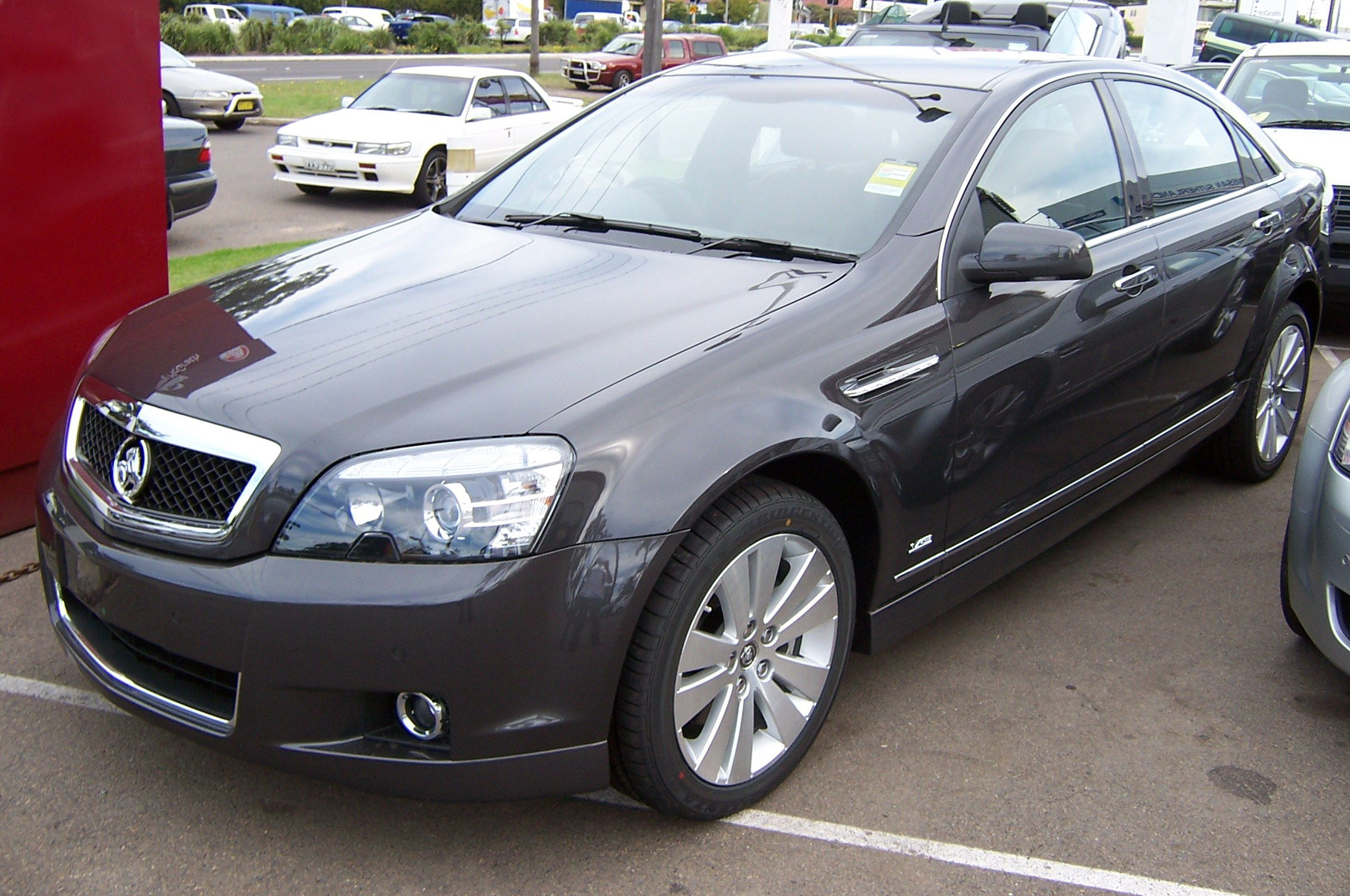
Holden Statesman/Caprice
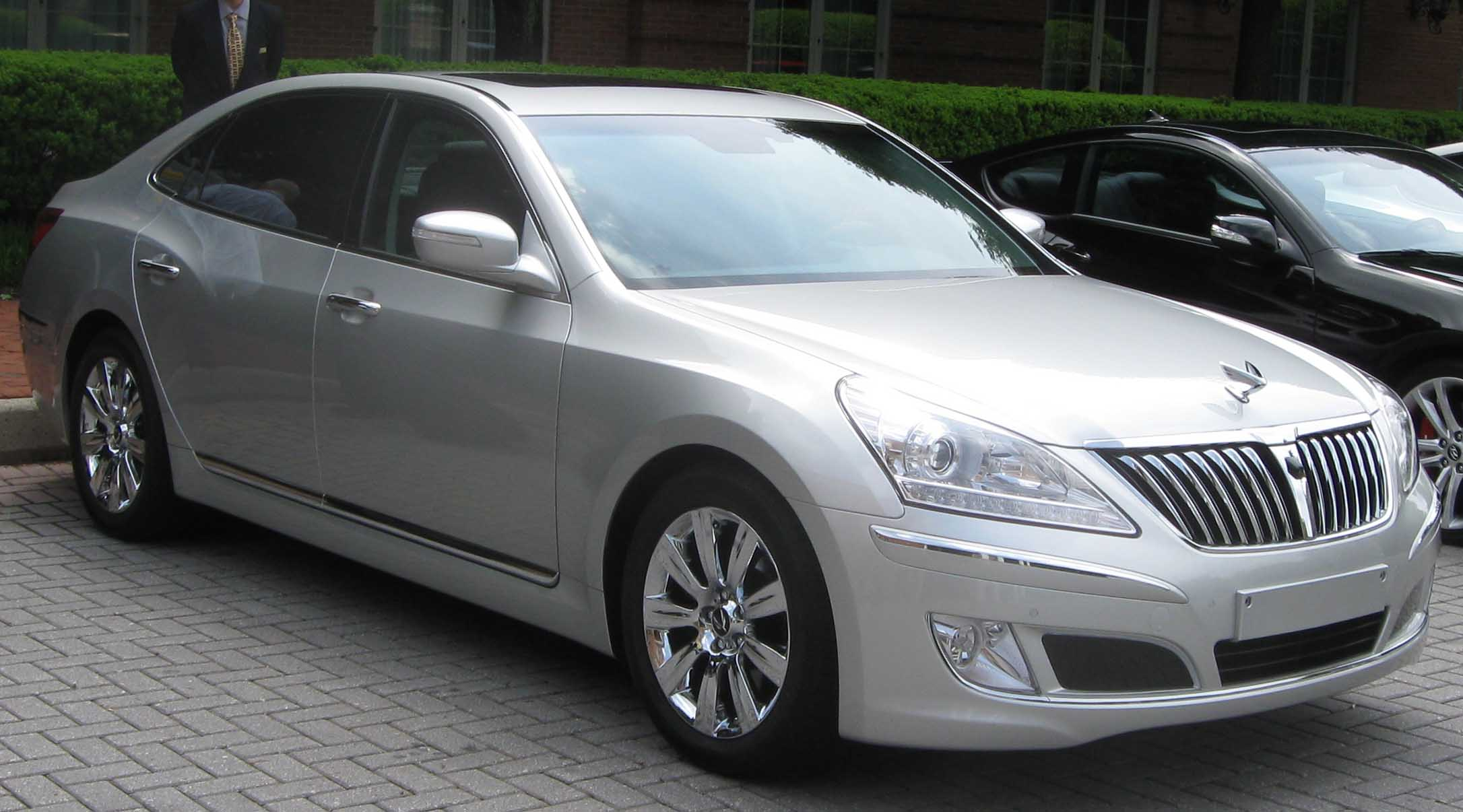
Hyundai Equus
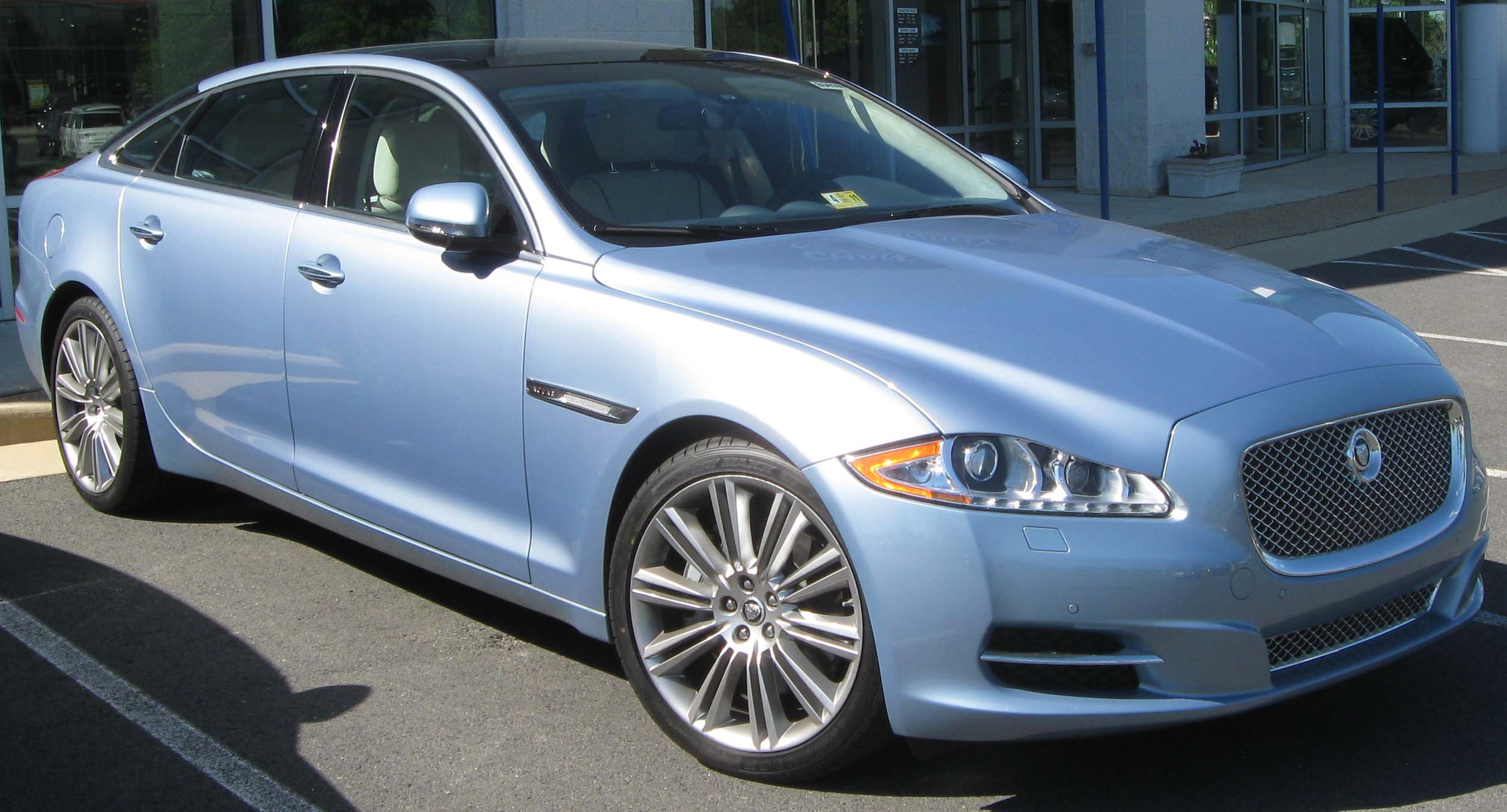
Jaguar XJ
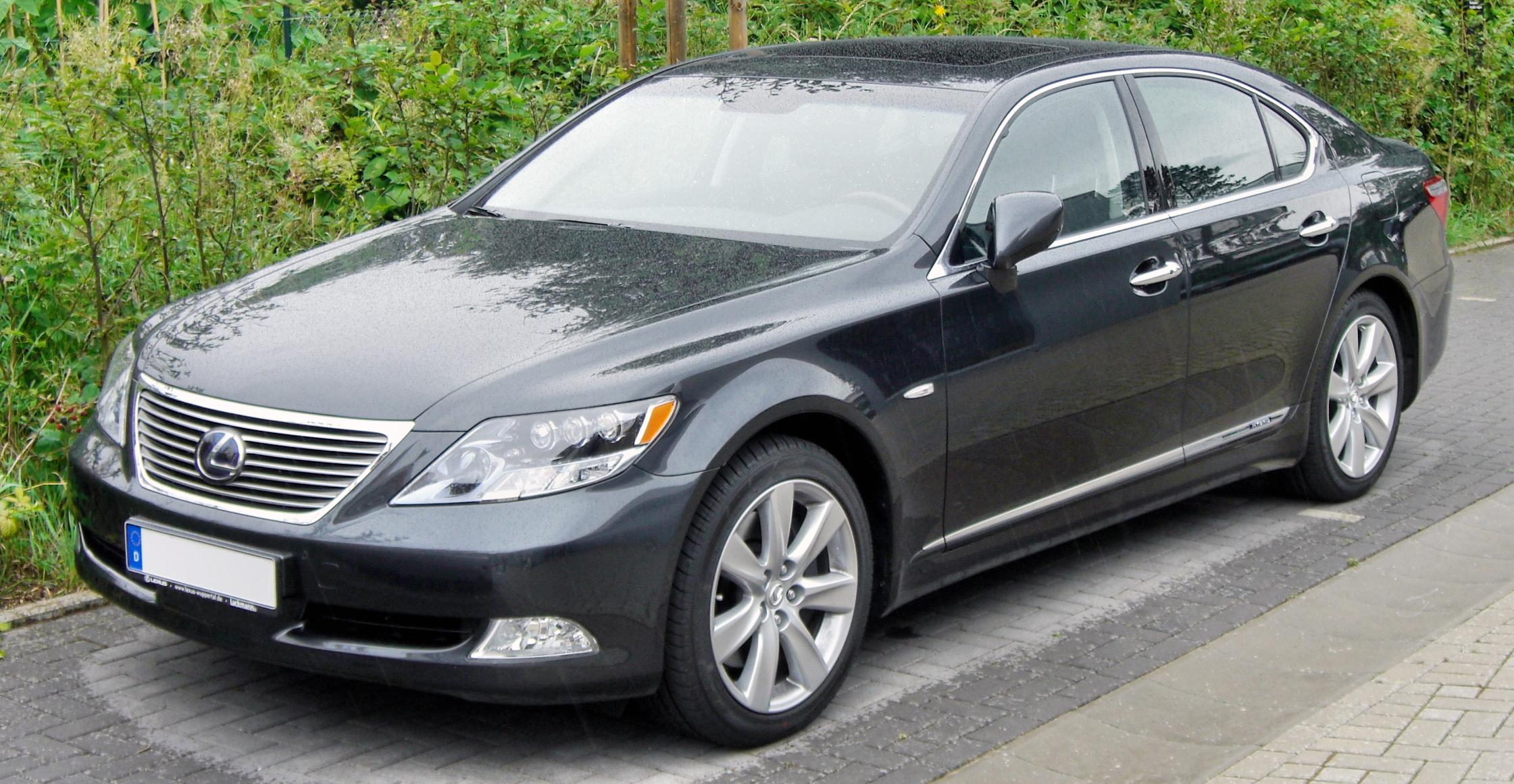
Lexus LS
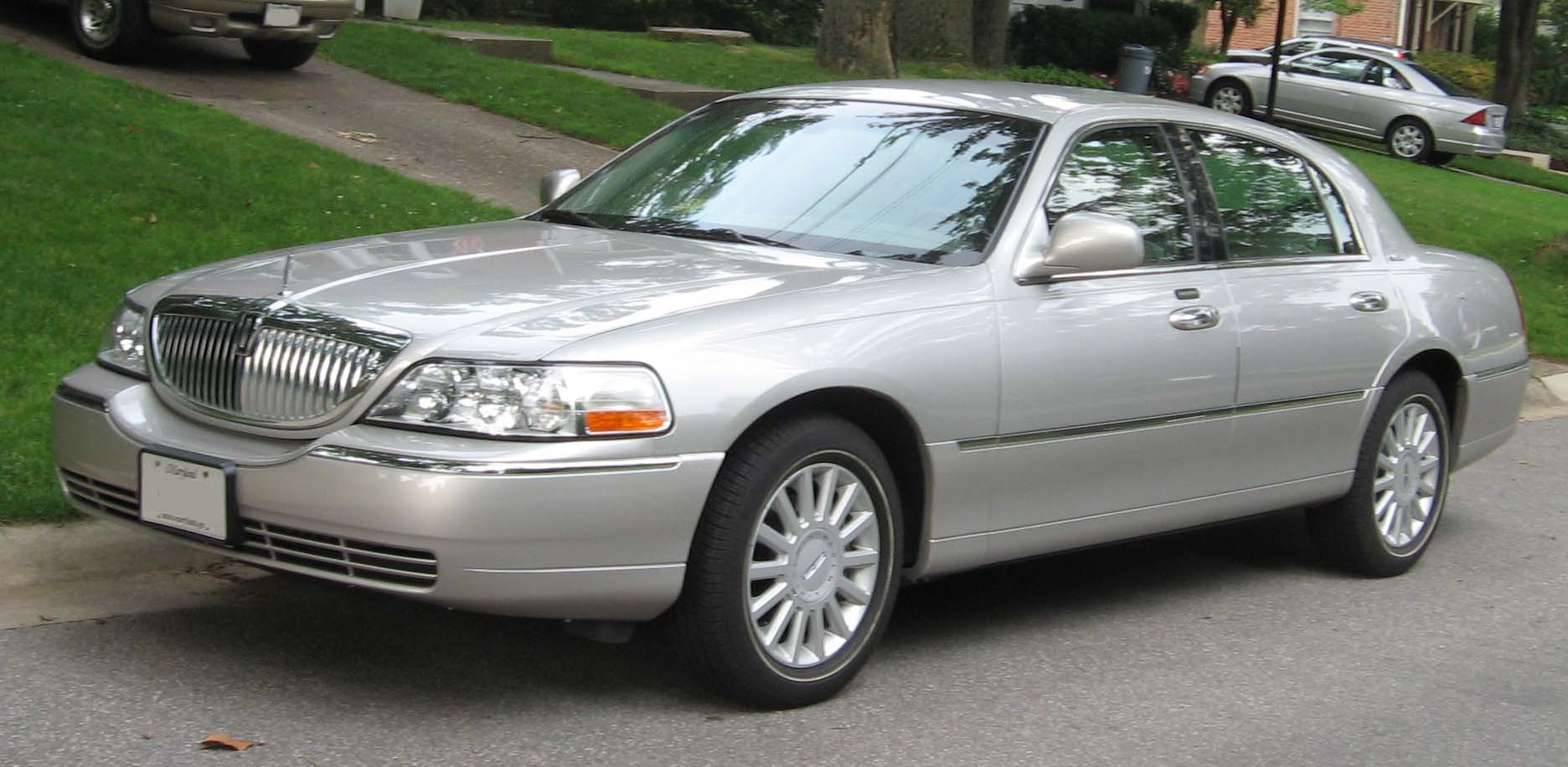
Lincoln Town Car
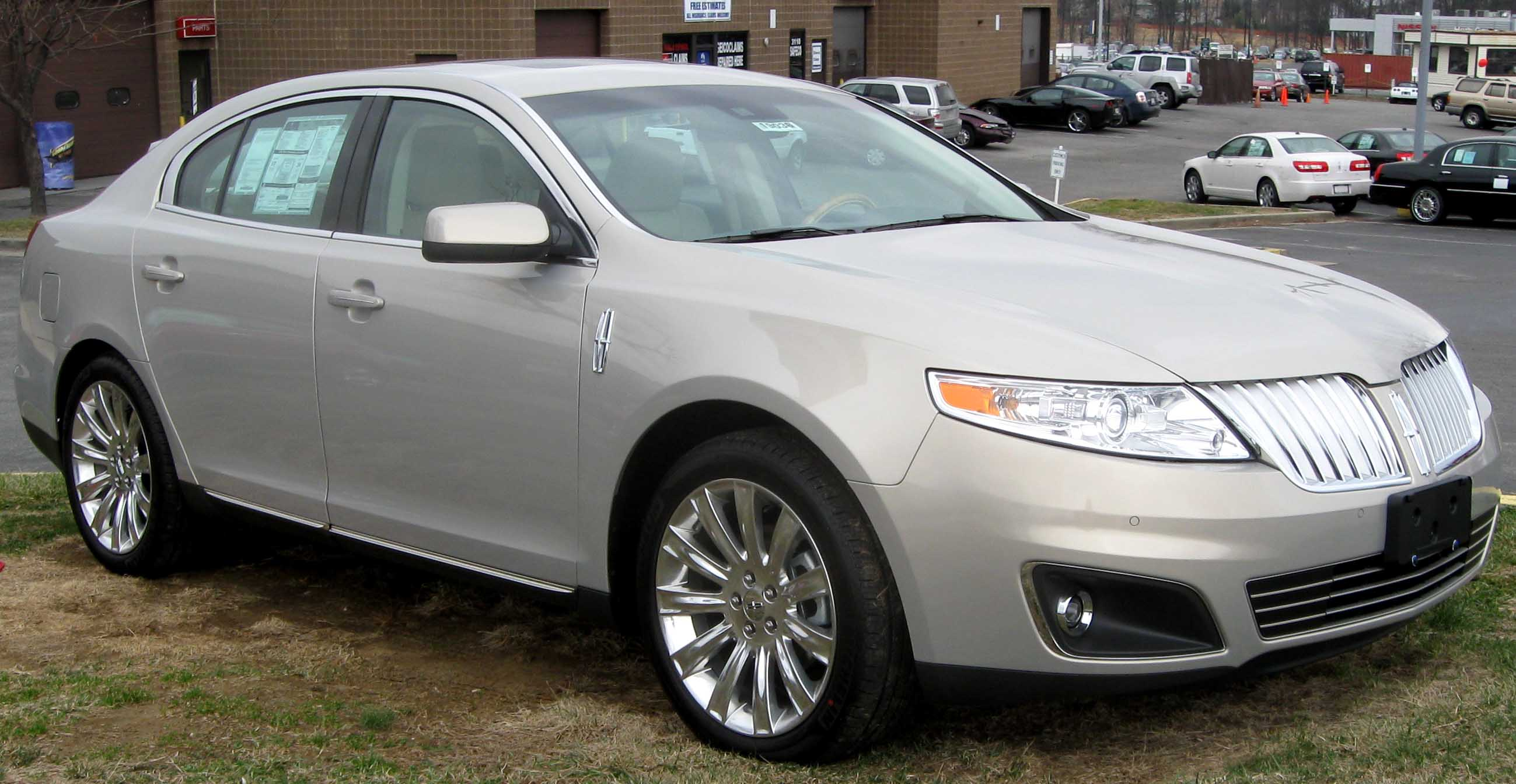
Lincoln MKS
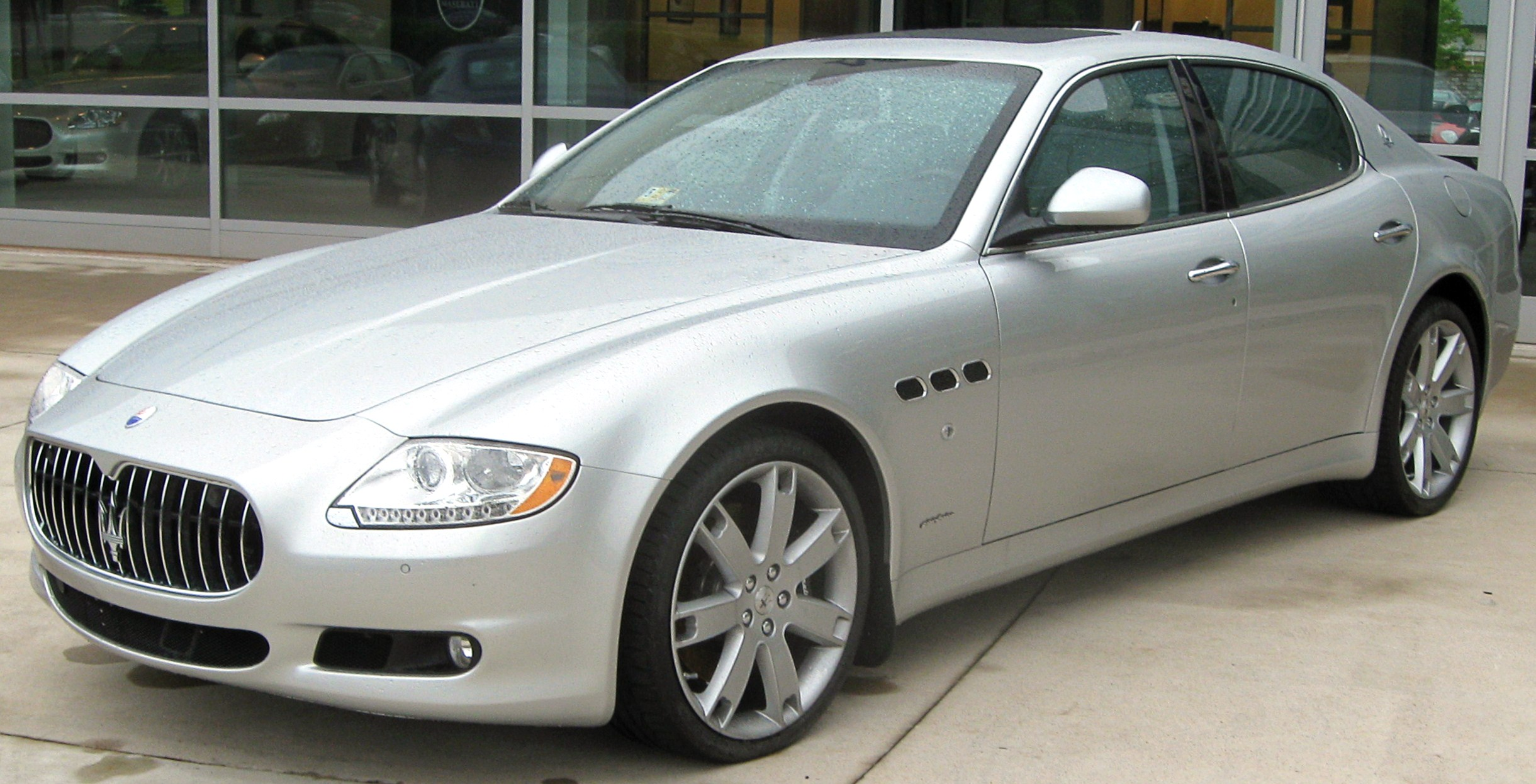
Maserati Quattroporte
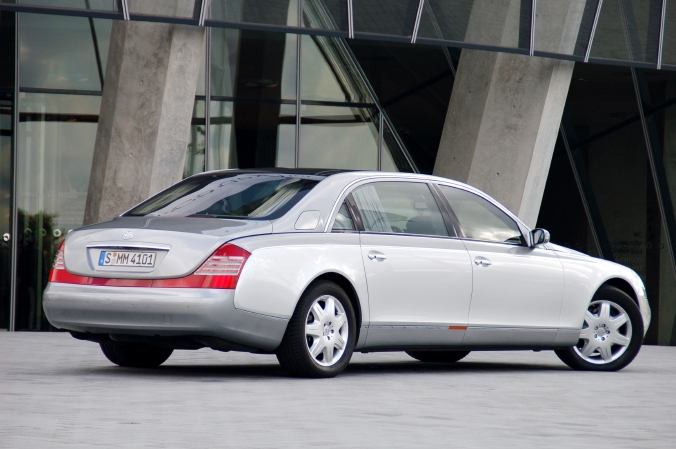
Maybach 57/62
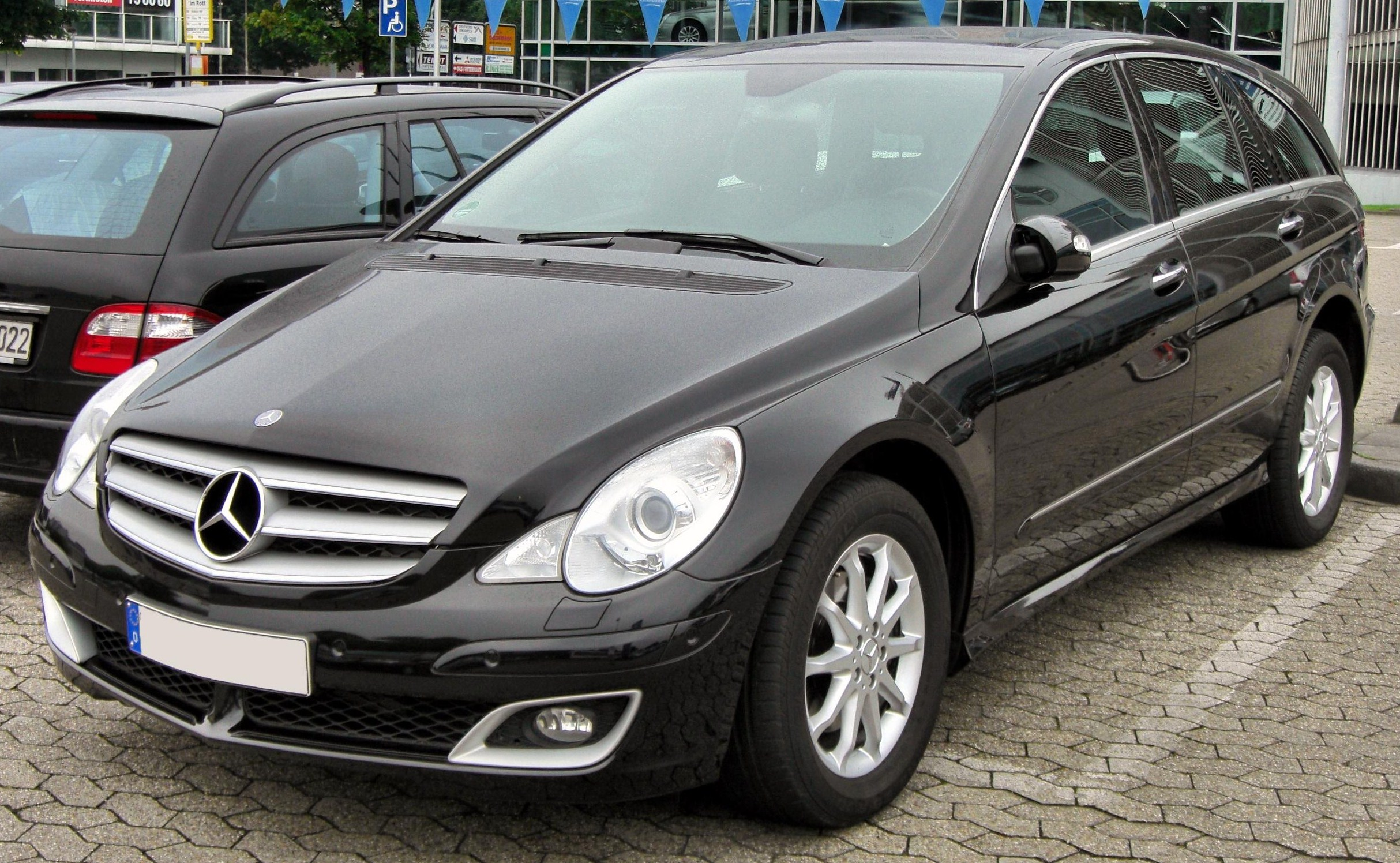
Mercedes-Benz R-Клас
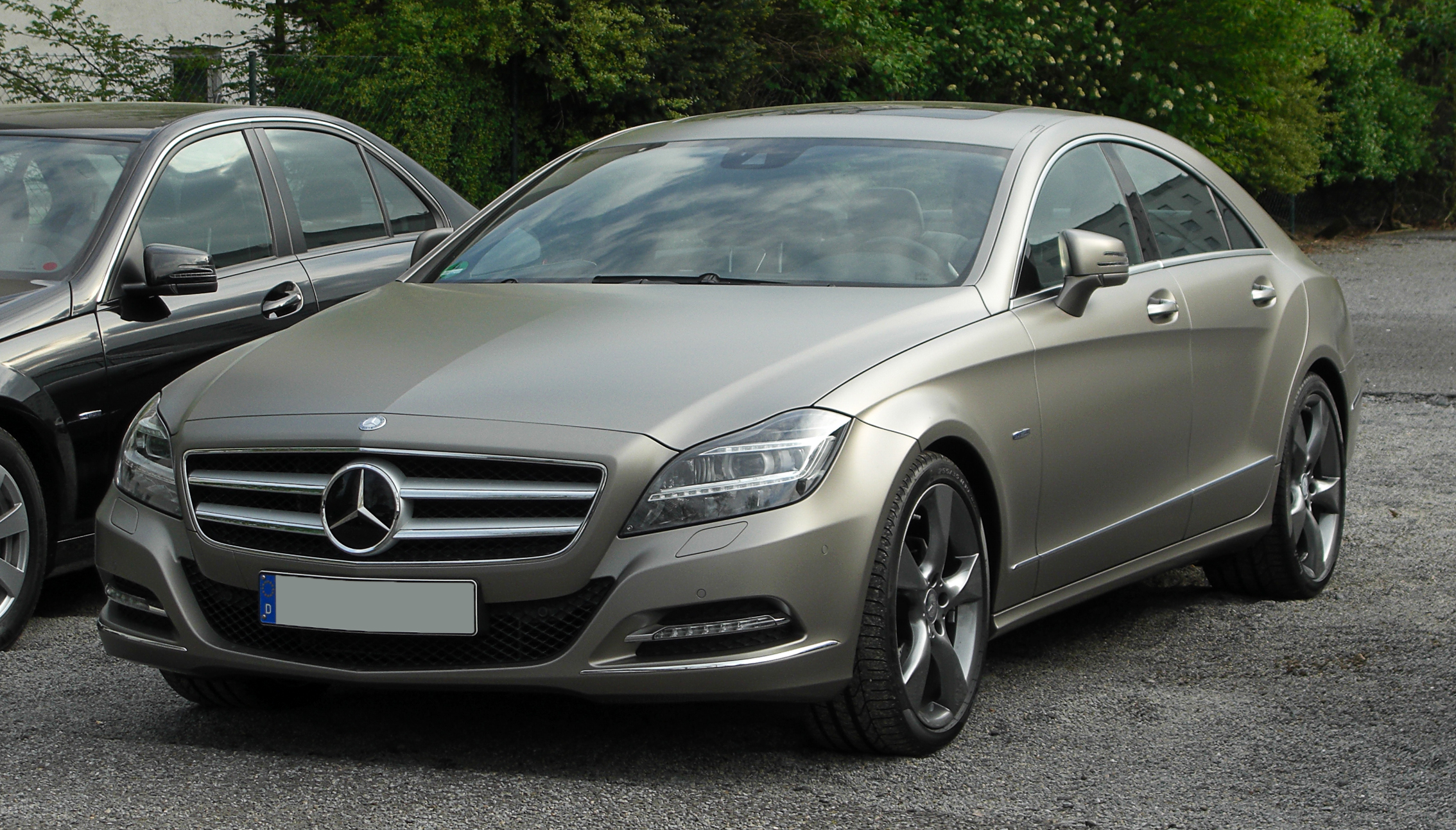
Mercedes-Benz CLS-Клас
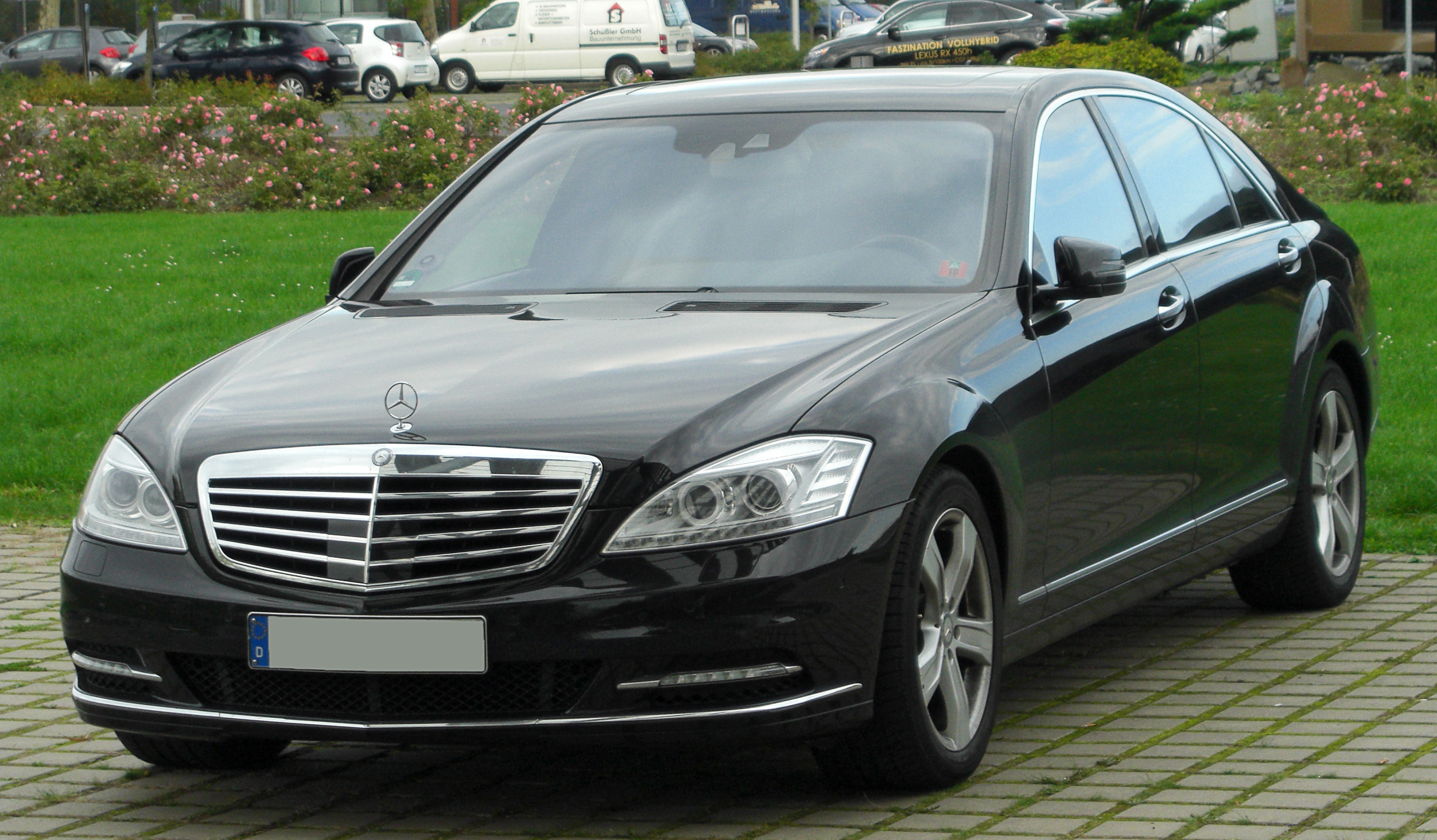
Mercedes-Benz S-Клас
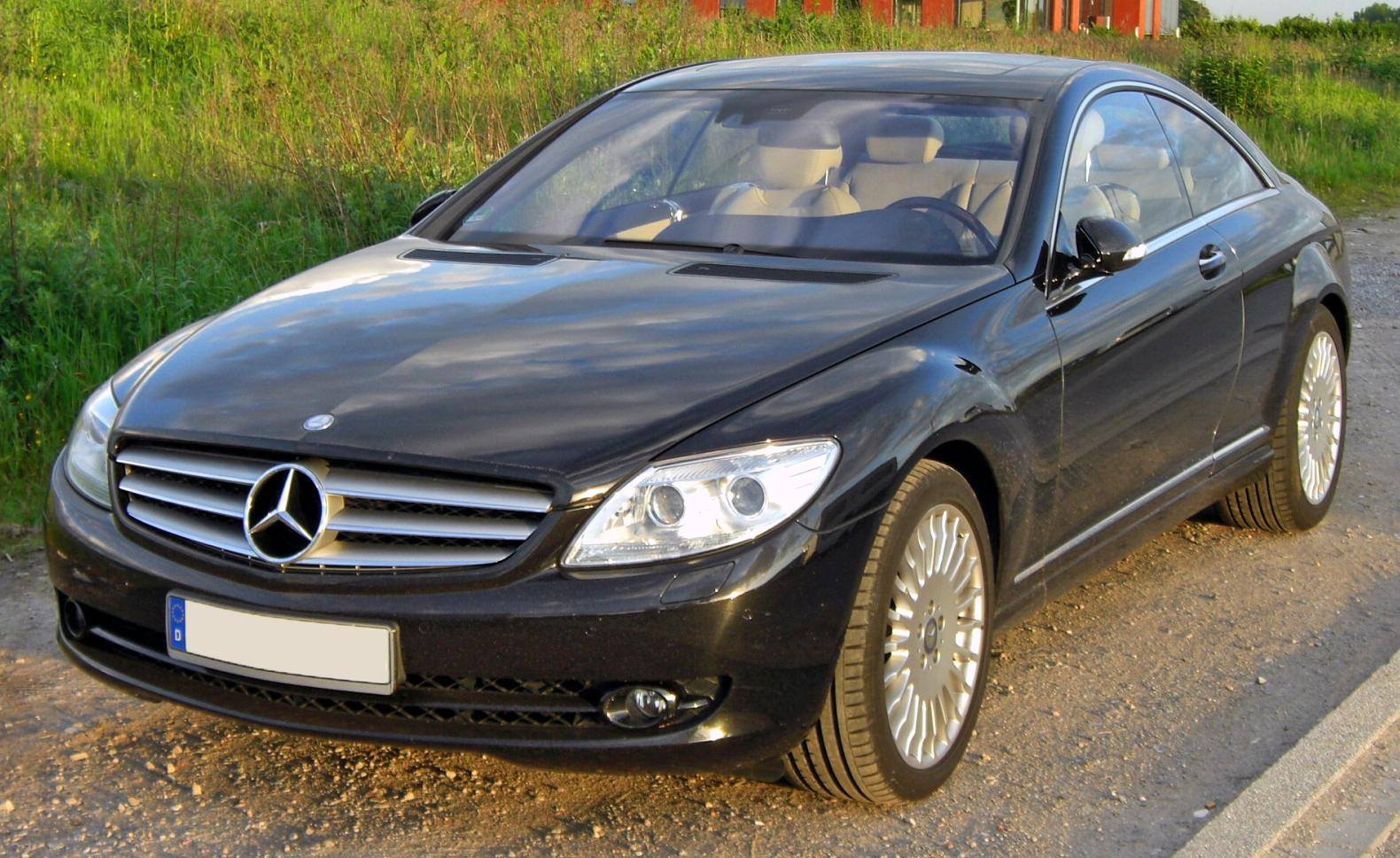
Mercedes-Benz CL-Клас
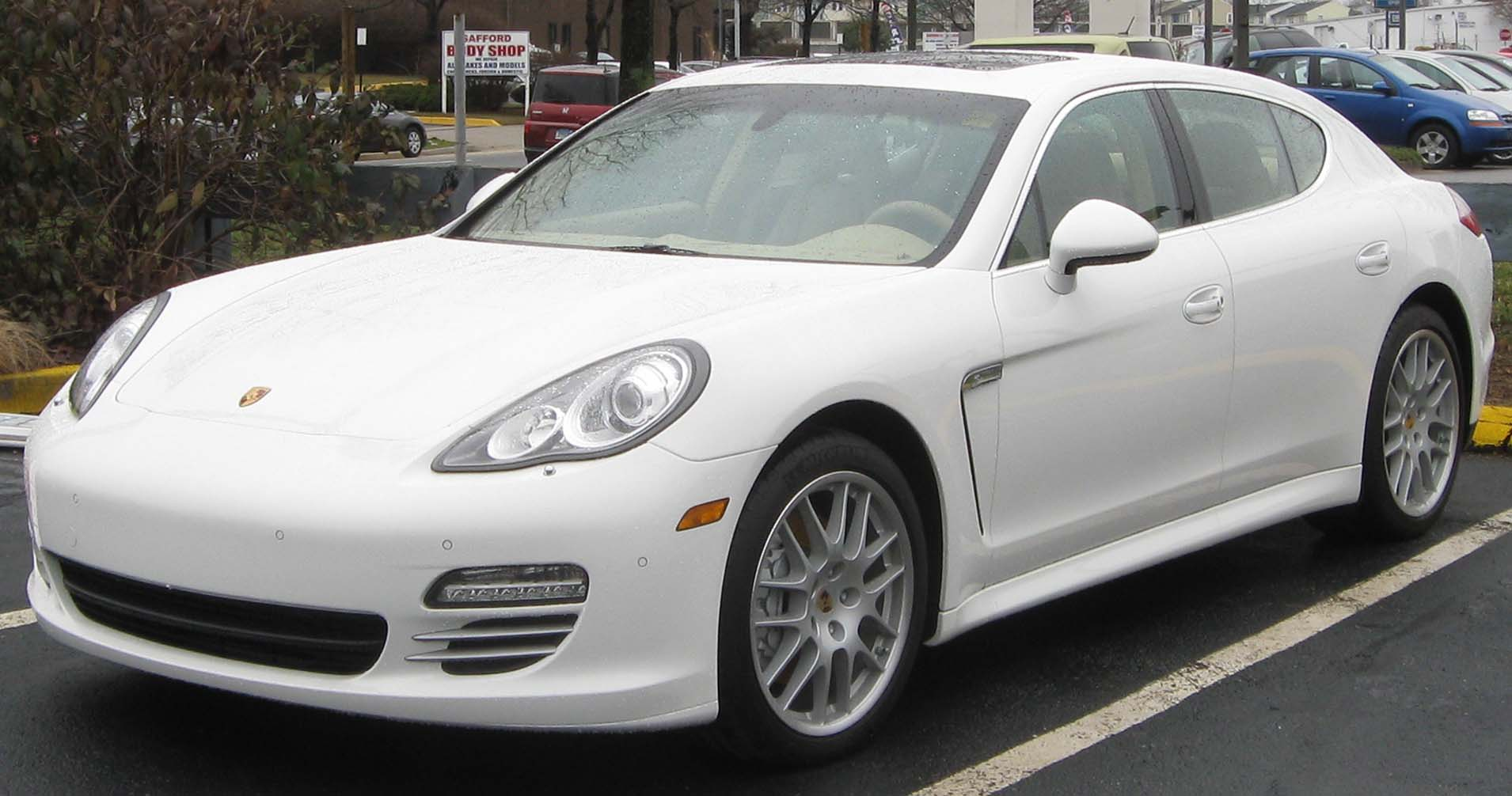
Porsche Panamera
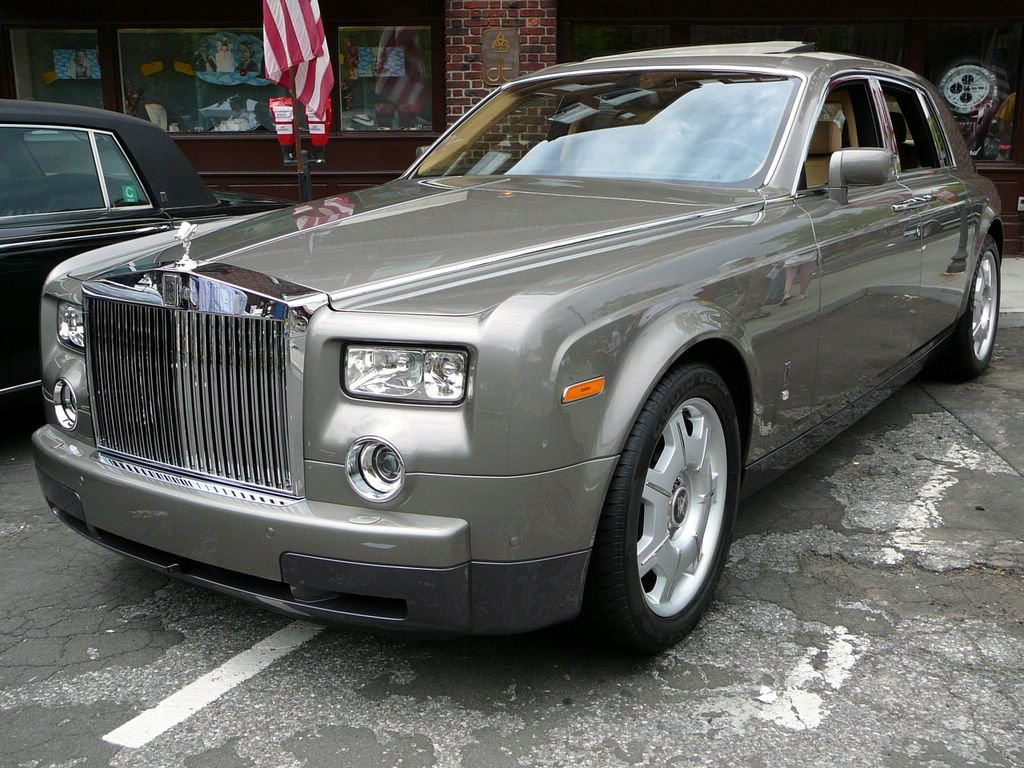
Rolls-Royce Phantom
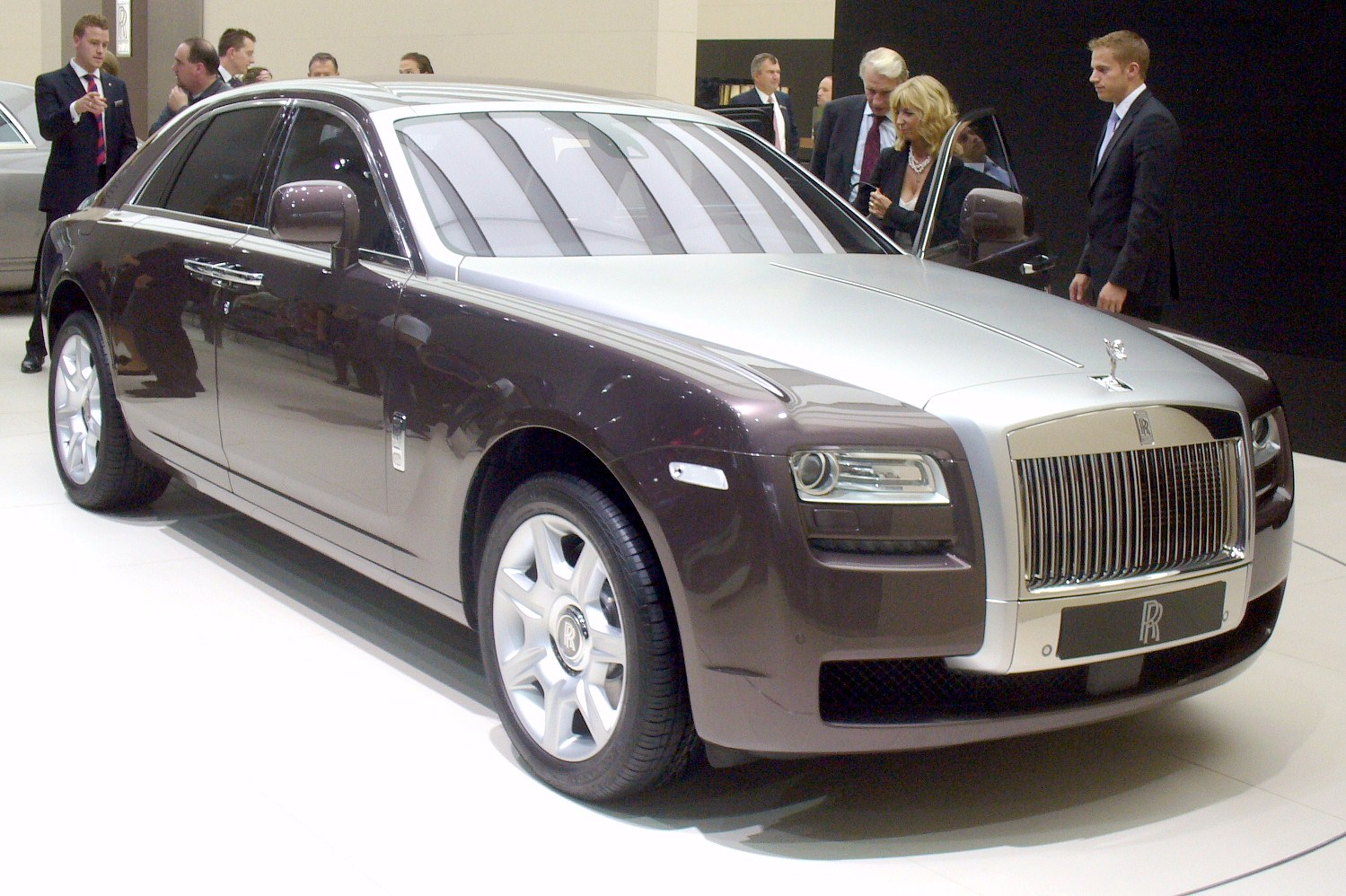
Rolls-Royce Ghost
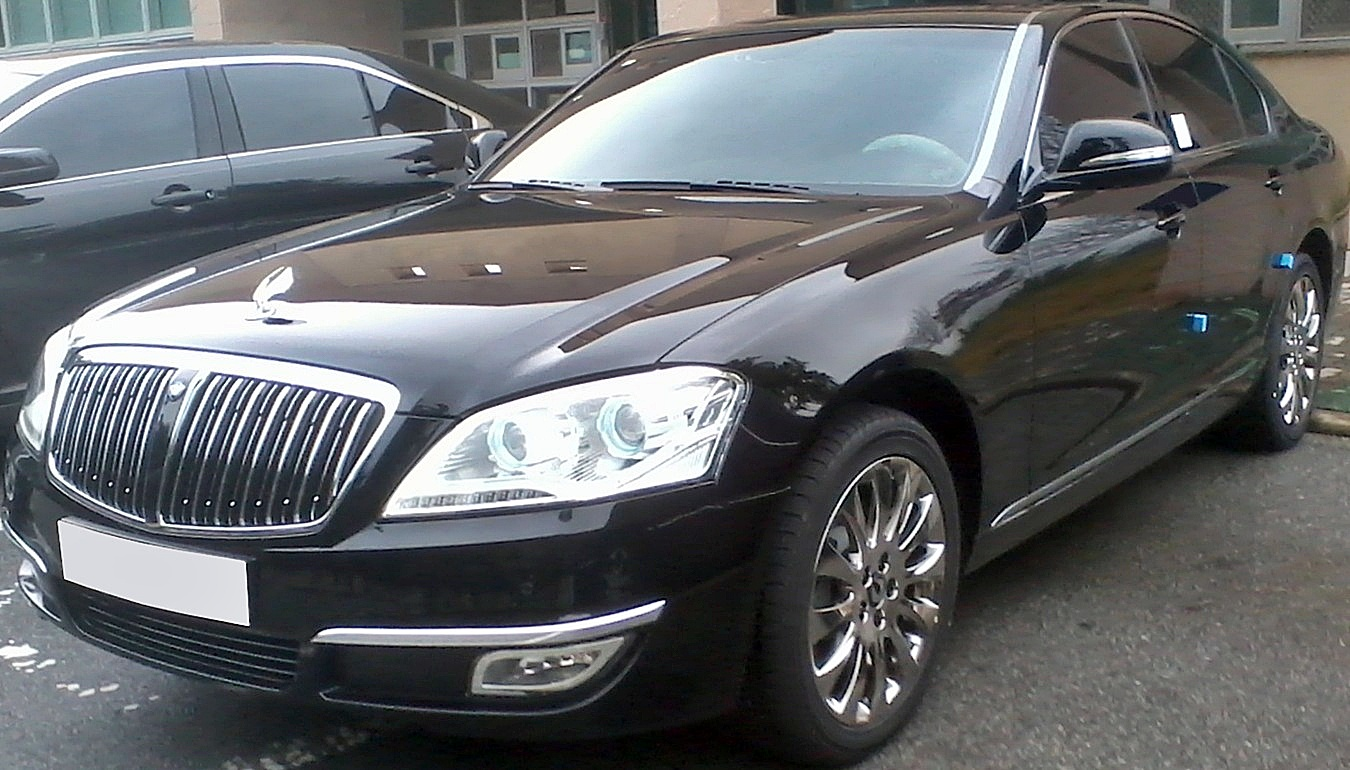
SsangYong Chairman
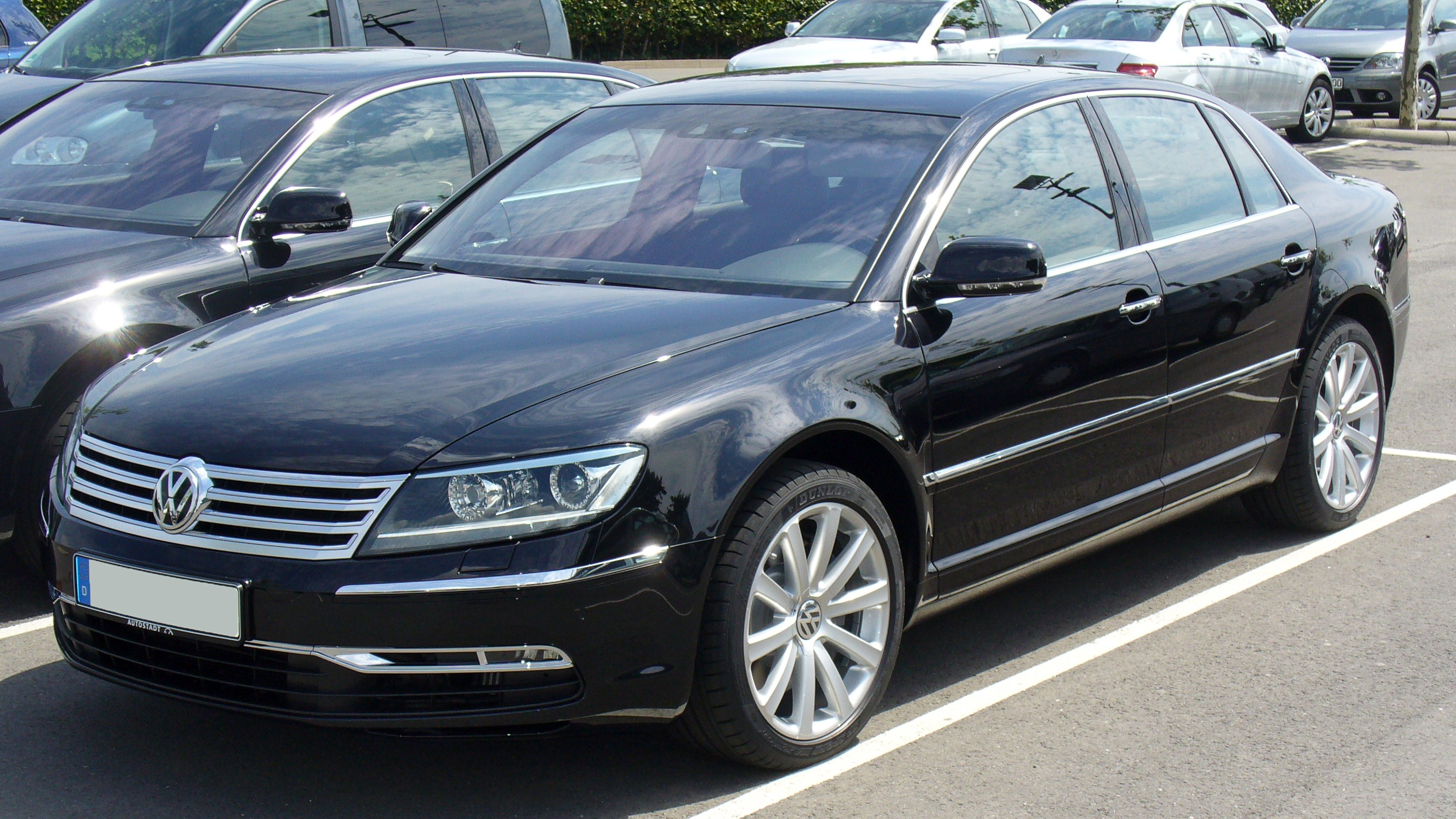
VW Phaeton
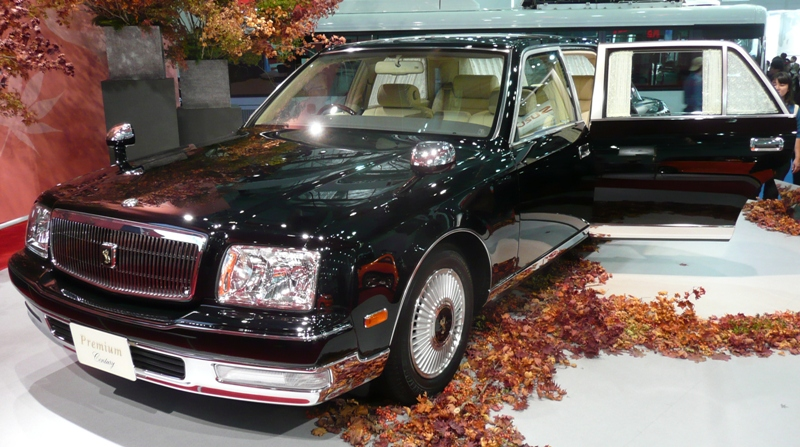
Toyota Century